# Masayoshi Yoshimi
Masayoshi Yoshimi (吉見政義?, Yoshimi Masoyoshi; ...) è un astronomo amatoriale giapponese.
Il Minor Planet Center lo accredita per la scoperta dell'asteroide 32453 Kanamishogo, effettuata il 26 settembre 2000.
Ha inoltre contribuito a determinare il diametro di 63 Ausonia compiendo osservazioni di occultazioni stellari.